# داريل سامسون (سياسي)
داريل سامسون هو سياسي كندي، ولد في 13 أكتوبر 1958 في Petit-de-Grat, Nova Scotia ‏ في كندا. نشط حزبياً في الحزب الليبرالي الكندي. وقد انتخب عضو مجلس العموم الكندي عن دائرة Sackville—Preston—Chezzetcook ‏ وقد انضم خلال فترته النيابية ‏ للكتلة البرلمانية الحزب الليبرالي الكندي.